# دماغ خلفي
الدماغ الخلفي (باللاتينية: Rhombencephalon) أو (بالإنجليزية: Hindbrain)‏ أو الدماغ المُؤَخَّر  قسم من أقسام الدماغ الثلاثة، يتطور إلى الدماغ التالي والدماغ البصلي. يحتوي الدماغ الخلفي على المخيخ والنخاع المستطيل والجسر.

## أقسام الجهاز العصبي المركزي

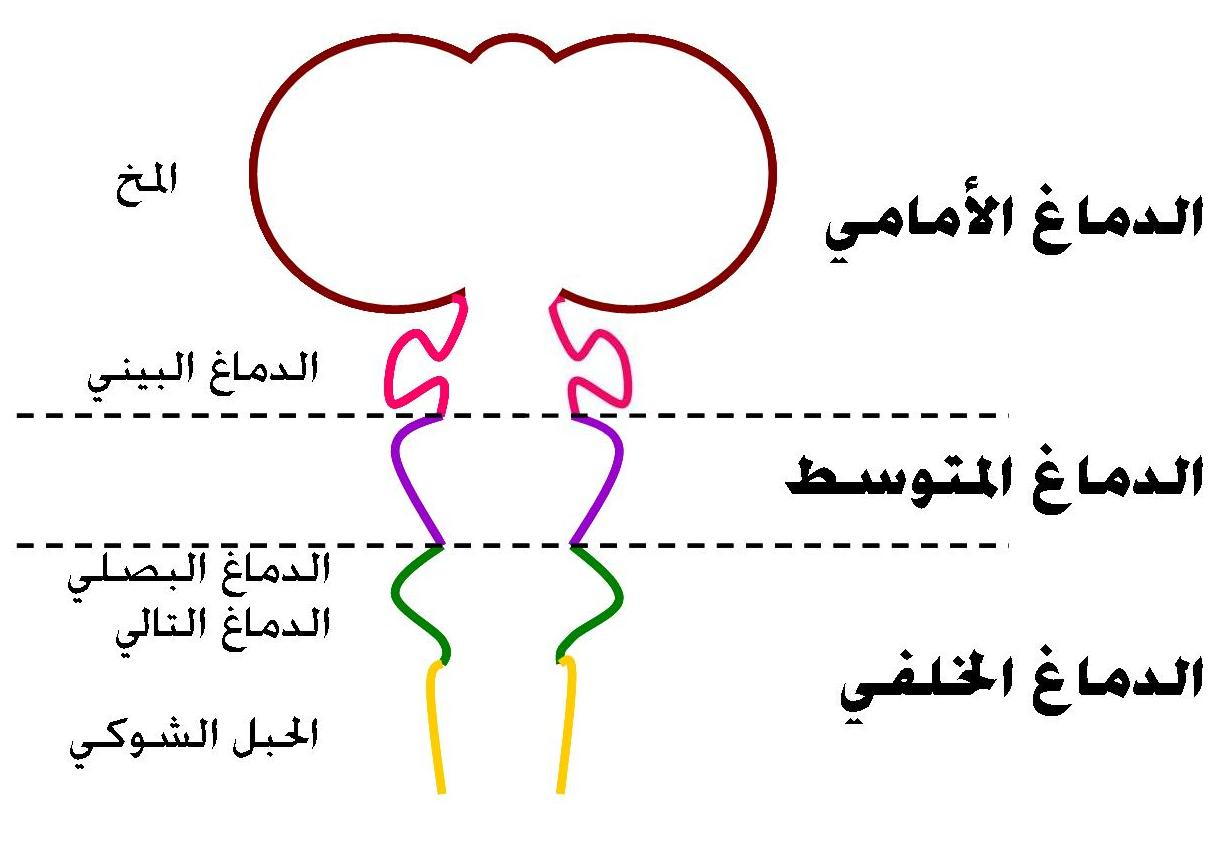
التكوين الجنيني للدماغ ويلاحظ الأقسام الرئيسية لدماغ الكائنات الفقارية

| جهاز عصبي مركزي | دماغ      | دماغ أمامي | الدماغ الانتهائي (المخ)                                                                  | دماغ شمي Rhinencephalon، أميغدالا = لوزة عصبية Amygdala، حصين، قشرة جديدة، بطينات جانبية                          | دماغ شمي Rhinencephalon، أميغدالا = لوزة عصبية Amygdala، حصين، قشرة جديدة، بطينات جانبية                          |
| جهاز عصبي مركزي | دماغ      | دماغ أمامي | دماغ بيني                                                                                | مهيد Epithalamus، مهاد ، الوطاء أو تحت المهاد , مهاد تحتاني Subthalamus، غدة نخامية ، غدة صنوبرية ، البطين الثالث | مهيد Epithalamus، مهاد ، الوطاء أو تحت المهاد , مهاد تحتاني Subthalamus، غدة نخامية ، غدة صنوبرية ، البطين الثالث |
| جهاز عصبي مركزي | دماغ      | دماغ متوسط | سقف (تشرح عصبي) Tectum، سويقة مخية Cerebral peduncle، برتيكتوم Pretectum، المسال الدماغي | سقف (تشرح عصبي) Tectum، سويقة مخية Cerebral peduncle، برتيكتوم Pretectum، المسال الدماغي                          | |
| جهاز عصبي مركزي | دماغ      | دماغ خلفي  | دماغ تالي                                                                                | المخيخ، الجسر | |
| جهاز عصبي مركزي | دماغ      | دماغ خلفي  | دماغ بصلي                                                                                | النخاع المستطيل                                                                                                   | |
| جهاز عصبي مركزي | نخاع شوكي |            |                                                                                          | | |

## معرض صور

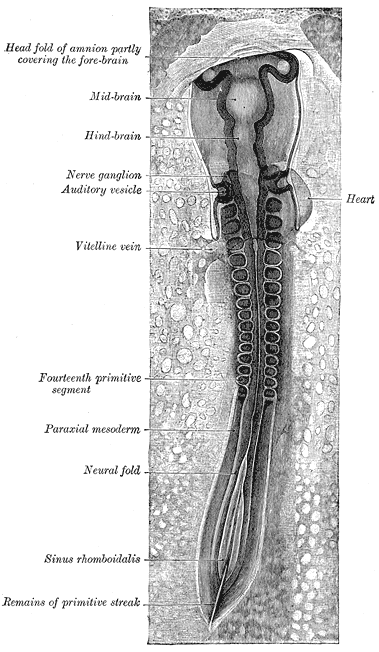
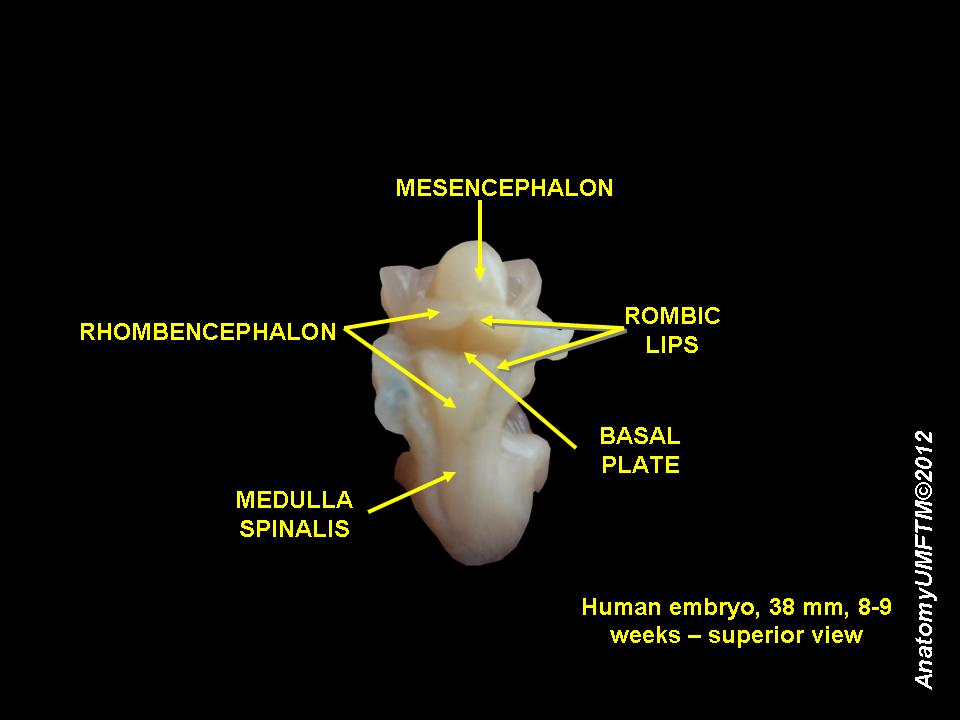
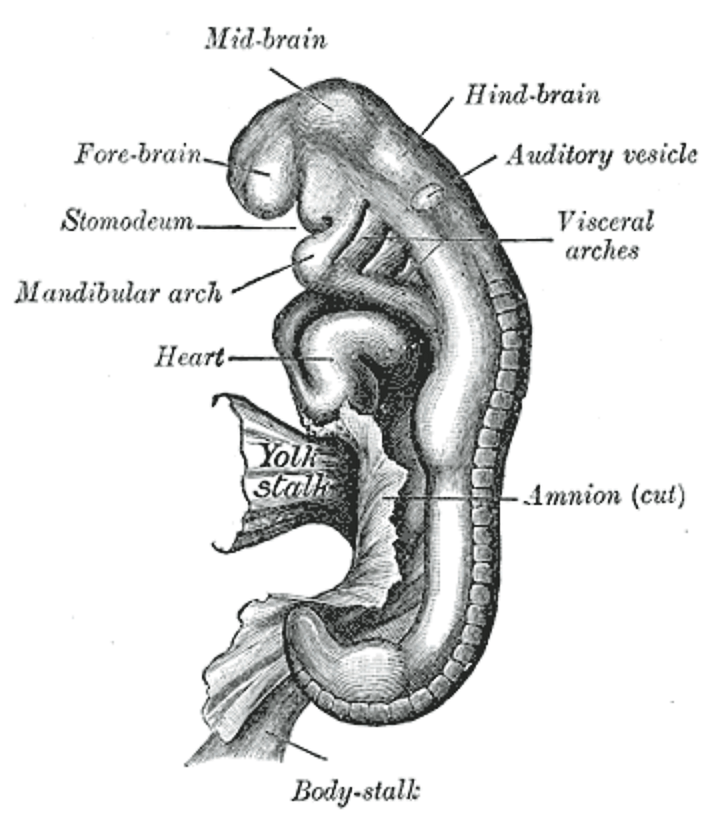